# Rouchdi Abaza
Rouchdi Abaza, (arabe : رشدي أباظة), né le 3 août 1926 à Mansourah (Égypte) et mort le 27 juillet 1980 à l'âge de 53 ans des suites d'un cancer du cerveau, est un acteur de cinéma et de télévision égyptien. Il est considéré comme l'un des plus beaux acteurs de l'industrie cinématographique égyptienne.

## Biographie
Rouchdi Saïd al-Boughdadi Abaza (رشدي سعيد البوغدادي أباظة) naît à Mansourah, en Sharqia, en Égypte, d'un père égyptien et d'une mère italienne. Son père, Said Abaza, appartient à l'une des familles les plus notables d'Égypte, la famille Abaza. Rouchdi étudie au Collège Saint Marc à Alexandrie, une école catholique lassalienne de langue française.
Il a trois demi-sœurs du côté paternel, Ragaa, Mounira, Zeinab et un demi-frère, Fekri, qui devient également un acteur. Du côté de sa mère, il avait un demi-frère, Hamed.

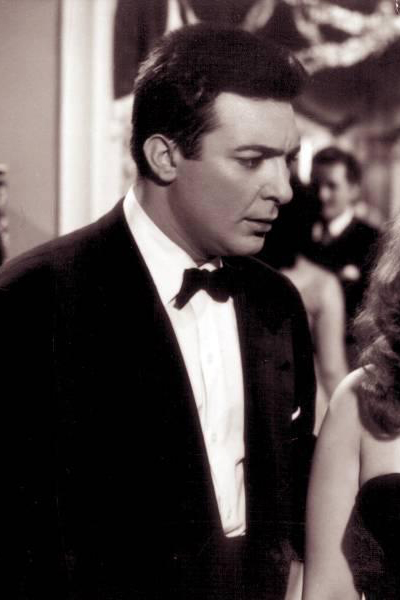
Rouchdi Abaza dans les années 1950.

Il est marié trois ans avec Tahiya Carioka (1915-1999), actrice et danseuse égyptienne. Il épouse en 1954 Barbara, une Américaine, et ont une fille, Kismat. En 1958, il épouse Samia Gamal, célèbre danseuse égyptienne avec qui il a joué en 1949. Elle tient ensuite le premier rôle dans plusieurs films avec lui. Ils se marient en 1960 et restent ensemble pendant dix-huit ans. Il épouse en 1977 Sabah (1925-2014), célèbre chanteuse libanaise, alors qu'il est toujours marié à Samia Gamal - ils divorcent quelques jours plus tard. En raison de ses excès (et notamment de son alcoolisme) Samia Gamal finit par le quitter en 1978. Sa cinquième épouse est une cousine, Nabila Abaza.
Le 27 juillet 1980, il meurt d'un cancer du cerveau, à l'âge de 53 ans.

## Filmographie
Il apparaît dans plus de 100 films de 1948 à 1980,.
- 1948 : La Petite Millionnaire (ar) (Al Millionnairah al saghîrah) de Kamal Barakat
- 1948 : Zou El-Waghein
- 1950 : Femme de feu (Emraa Menn Nar)

1951
- Awlad El shareh
- Amina

1952
- Al-Osta Hassan (Hassan the Craftsman)
- El-Montasser (The Conqueror)
- Awladi (My Children)

1953
- Shamm al-Nesseem (The Spring Festival)
- Mouamara (Conspiracy)

1954
- La Vallée des rois - Robed Man (non crédité)
- Gaaluni Mogremann (They Made Me a Murderer)
- Erham Domouie

1955
- Fortune carrée (Square Fortune)
- Enni Rahhela (I Depart)
- Hayah Aw Moot (Life or Death)
- Arayess Fel-Mazad (Brides for Auction)

1956
- Mawed Gharam
- Les Dix Commandements (film, 1956)
- Dalila
- Mann al-Qattel? (Who Is the Murderer?)
- Ezzay Ansak (How Would I Forget You)
- Ismaeel Yassin fel-Boliss (Ismaeel Yassin in the Police)
- Bahr al-Gharam (Sea of Love)

1957
- Tamr Henna (Tamarind) - Hassan
- Rodda Qalbi
- La Anam - Samir
- Port Said
- Lan Abki Abadan (I Shall Never Weep)

1958
- Djamila l'Algérienne (Jamila Buhreid) - Bigeard
- Toggar al-Moat (Death Merchants) - Ra'oof
- Tareeq al-Ammal
- Soultan (1958)
- Emraa fel-Tareeq (A Woman on the Road)
- Qoloob al-Azara (Hearts of the Virgins)

1959
- El rajul el thani
- Seraa Fel-Nil
- Samraa Sina (The Brunette of Sinai)
- Rehla ilal kamar
- Maleesh Gherak (I Have None But You) - Fathi
- Katia tarik
- Bafakkar Felli Nassini (Thinking of Who Forgot Me)
- Ana Baree'a (I am Innocent)
- Qatte' Tareeq (The Highwayman)

1960
- Malak wa Shaytan (Angel and Devil) - Ezzat
- Ana wa Ommi (My Mother and I)
- Al-Moraheqat - Adel
- Ya Habeebi (My Beloved)
- Nehayat al-Tareeq (End of the Road)
- Mufattesh al-Mabaheth (The Police Inspector)
- Leqaa Fil-Ghoroob (Meeting at Sunset)
- Kholkhal Habeebi (My Love's Bugle)
- Al-Raggol al-Thani (The Second Man)

1961
- Wa Islamah (L'Épée de l'Islam) - Prince Baybars
- Qalb Fi Zalam (Heart in the Shadows)
- Hob wa Herman (Love and Deprivation)
- He Talata - Kamal
- Fi baitina rajul - Abd El-Hamid
- Bela Awdah (No Return)

1962
- Al zouga talattashar
- Helwa wa kaddaba
- Sett el-Banat (The Lady of All Women)
- Ah Menn Hawwa (Beware of Eve)
- Shahidat al-Hob al-Elahi (Martyr of Divine Love)

1963
- La Waqt lel-Hob (No Time for Love)
- Aroos al-Nil - Sami Fouad (Engineer)
- Tareeq al-Shaytan (The Way of the Devil)
- Al-Saherra al-Saghira (The Young Charming) - Essmat el daramaly
- Al-Maganin Fi Naeem (The Insane Are in Bliss)
- Amirat el Arab

1964
- Al-Tareeq (The Road) - Saber
- Fatat shaza
- Al-Shayatin al-Talata (The Three Devils) - Saadawy
- Al badawia fi Paris

1965
- Ganab al-Safeer (His Excellency the Ambassador) - Amin (Samia's Father)

1966
- Addow Al-Maraa (Enemy of Women) - Essa
- Zawga Menn Paris
- Shaqqet Al-Talabba (The Students' Apartment) - Saad Selim
- Saghira Ala Al-Hob - Kamal
- Mabka el oshak
- Howa wal-Nessaa (He and Women)
- Guanab el safir
- Al-Moshagheboon (Troublemakers) - Amin
- Shaqawet Reggala (Naughty Men)
- Mawwal (with Sabah the Lebanese Singer (A Ballad))

1967
- Gareema fil-Hayy al-Hadi (Crime in the Calm District) - Ahmed Ezzat
- Endama Nohheb (When We Love) - Ahmed
- Al-Aib (Shame) - Mohamed El-Guindy
- Al-Qobla al-Akhira (The Last Kiss) - Samy, The Director

1968
- Raw'at el-Hob (The Beauty of Love) - Ahmed Ragab
- Hawwaa ala al-Tareeq (Eve on The Road) - Khaled
- Al-Massageen al-Thalatha (The Three Prisoners) - Mr. Joe
- Baba Ayez Keda (Dad Wants So) - Kamal

1969
- El Shoug'an el Thalatha
- Nos Sa'a Gawaz (half an Hour of marriage)

1970
- Ghoroob wa Shorouq (Sunset and Sunrise) - Essam
- Al-Hob al-Daaie (The Lost Love)
- Al-Sarab (The Mirage) - Dr.Amin
- Al-Ashrar (Evil Men)
- Nar al-Shouq (Flame of Crave)
- Zawga le-Khamsat Regal (Wife of Five Men)

1971
- Shay' fi Sadri (Something in My Heart)
- Ebnati al-Aziza (My Dear Daughter) - Sherif
- Emraa wa Raggol (A Woman and A Man)

1972
- Emraa le-Koll al-Regal (A Woman for All Men) - Zaki
- Saaett al-Sefr (Zero Hour) - Hussein

1973
- Hekayti Maa Al-Zaman (My Story with Life)

1974
- Ayna Aqli (Where is My Mind) - Zohdi

1975
- Youm al-Ahad al-Damy (Bloody Sunday)
- Oreedo Hallan (Je veux une solution)
- Hobi al awal wa al akhir
- Abadan Lann Aaoud (I Shall Never Come Back)

1976
- Tawheeda
- A world of children - Helmi Abdulqader

1977
- Al Domo Fe Ouyon Dhahekah
- Ah Ya Leil Ya Zamman (Oh Night, Oh Life)

1978
- Wa Daa al-Omr Ya Waladi (Life Has Gone, My Son)
- Al-Qadi wal-Gallaad (The Judge)

1979
- Le-Mann Toshreq al-Shams (For Whom the Sun Rises?)

1980
- Daerrat al-Shakk (Circle of Suspicion)
- Azkeyaa Lakken Aghbeyaa (Intelligent But Stupid) - Hamdi (final film role)